# Niedźwiedzie Skały
Niedźwiedzie Skały (niem. Pferdestein, 545 m n.p.m.) – skała w Sudetach Zachodnich, w paśmie Karkonoszy.
Granitowa skała położona nad potokiem Malina powyżej miejscowości Krzaczyna.

## Szlaki turystyczne
W pobliżu biegnie szlak turystyczny:
- zielony  Wilcza Poręba - Kowary[1].